# Chotíkov
Chotíkov – gmina w Czechach, w powiecie Pilzno Północ, w kraju pilzneńskim. Według danych z dnia 1 stycznia 2013 liczyła 871 mieszkańców.